# Zeebrugge
Zeebrugge (fransk: Zeebruges) er en by i Flandern i det vestlige Belgien. Byen ligger i provinsen Vestflandern, ved kysten til Nordsøen. Indbyggertallet er pr. 1. januar 2005 på 3.865.